# NGC 52
NGC 52 este o galaxie spirală situată în constelația Pegasus. A fost descoperită în 18 septembrie 1784 de către William Herschel.

## Caracteristici fizice
Această galaxie are lungimea în jur de 150.000 de ani-lumină. Este de aproximativ 1,5 ori mai mare față de Calea Lactee. De asemenea, NGC 52 are un satelit, o galaxie eliptică numită PGC 1563523.

## Legături externe
- NGC 52 la WikiSky: DSS2, SDSS, GALEX, IRAS, Hydrogen α, X-Ray, Astrophoto, Sky Map, Articole și imagini
- SEDS